# Mereteu
Mereteu – wieś w Rumunii, w okręgu Alba, w gminie Vințu de Jos. W 2011 roku liczyła 162 mieszkańców.